# Dom Służewca

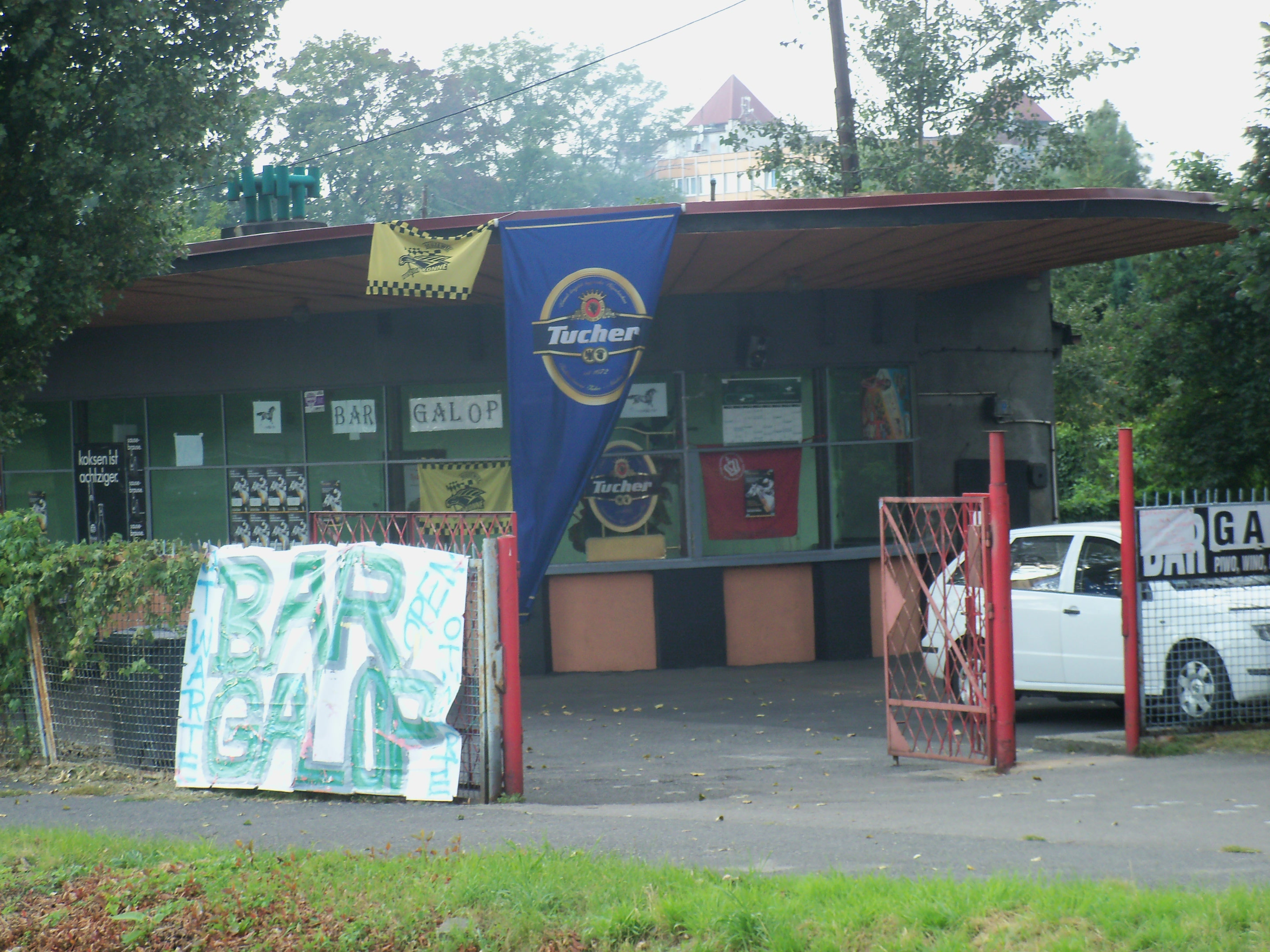
Dom Służewca

Dom Służewca − modernistyczny budynek, zlokalizowany w Katowicach, przy ul. Tadeusza Kościuszki 81, obok autostrady A4 (al. Górnośląska).
Obiekt powstał w latach pięćdziesiątych XX wieku, jako parterowy pawilon. Posiada cechy stylu modernistycznego. Często błędnie datowany na lata 30. XX wieku.
Nazwa budynku wiąże się ze zlokalizowanymi w nim kasami, w których można było  obstawiać wyniki gonitw na torze wyścigów konnych Służewiec w Warszawie. Mieściła się tu Kolektura Wyścigów Konnych-Bar Galop/ekspozytura spółki Służewiec. Obecnie obiekt stoi pusty.
Obiekt znajduje się w gminnej ewidencji zabytków miasta Katowice.